# Bosc mixt hircà del Caspi

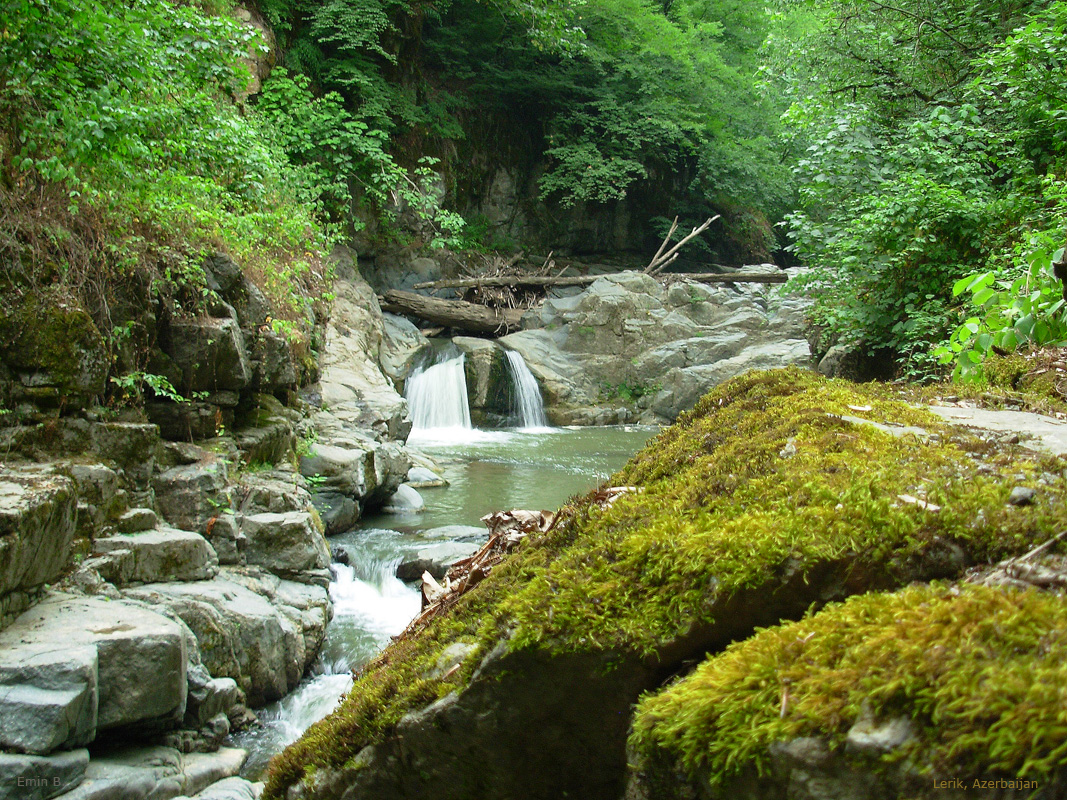
Lerik a Azerbaijan

L'ecoregió Bosc mixt hircà de la Càspia o Jungles de l'Iran que es troba dins del bioma dels boscs mixts temperats de fulla ampla, és una zona de boscos exuberants de la terra baixa i montans que ocupen una superfície d'uns 55.000 km² prop de les ribes meridionals de la mar Càspia de l'Iran i Azerbaijan. Aquest bosc rep el nom de l'antiga regió d'Hircània («Terra de llops»).

## Localització
A l'Iran, aquesta ecoregió inclou el litoral al llarg de la Mar Càspia i les vessants septentrionals de les muntanyes Alborz. En la part sud-est d'Azerbaijan, aquesta regió inclou les terres baixes de Lankaran i les muntanyes Talix. El clima d'aquesta ecoregió és subtropical humit, en els llocs d'altituds mitjanes i clima oceànic en les muntanyes i clima continental humit. Les muntanyes Alborz capten la humitat provinent de la Mar Càspia. Les precipitacions anuals oscil·len entre els 900 litres a l'est fins als 1.600 litres a l'oest, cosa que fa que aquesta regió tingui una vegetació exuberant molt contrastada amb la dels deserts, semideserts i estepes que l'envolten.

## Flora

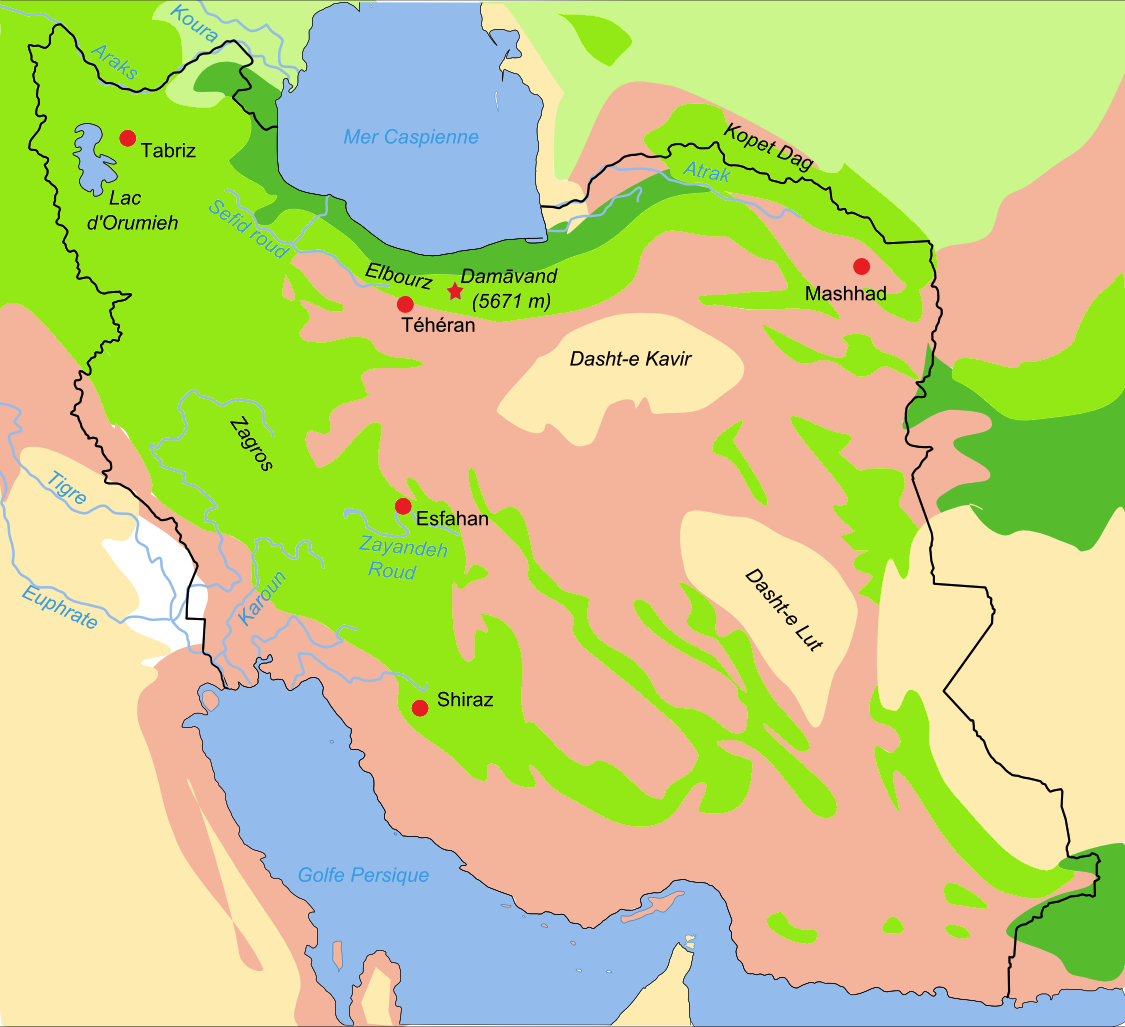
Mapa dels biotipus de l'Iran
Bosc estepa
Boscos i arbredes
Semi-desert
Desert de terra baixa
Estepa
Aiguamolls al·luvials salats

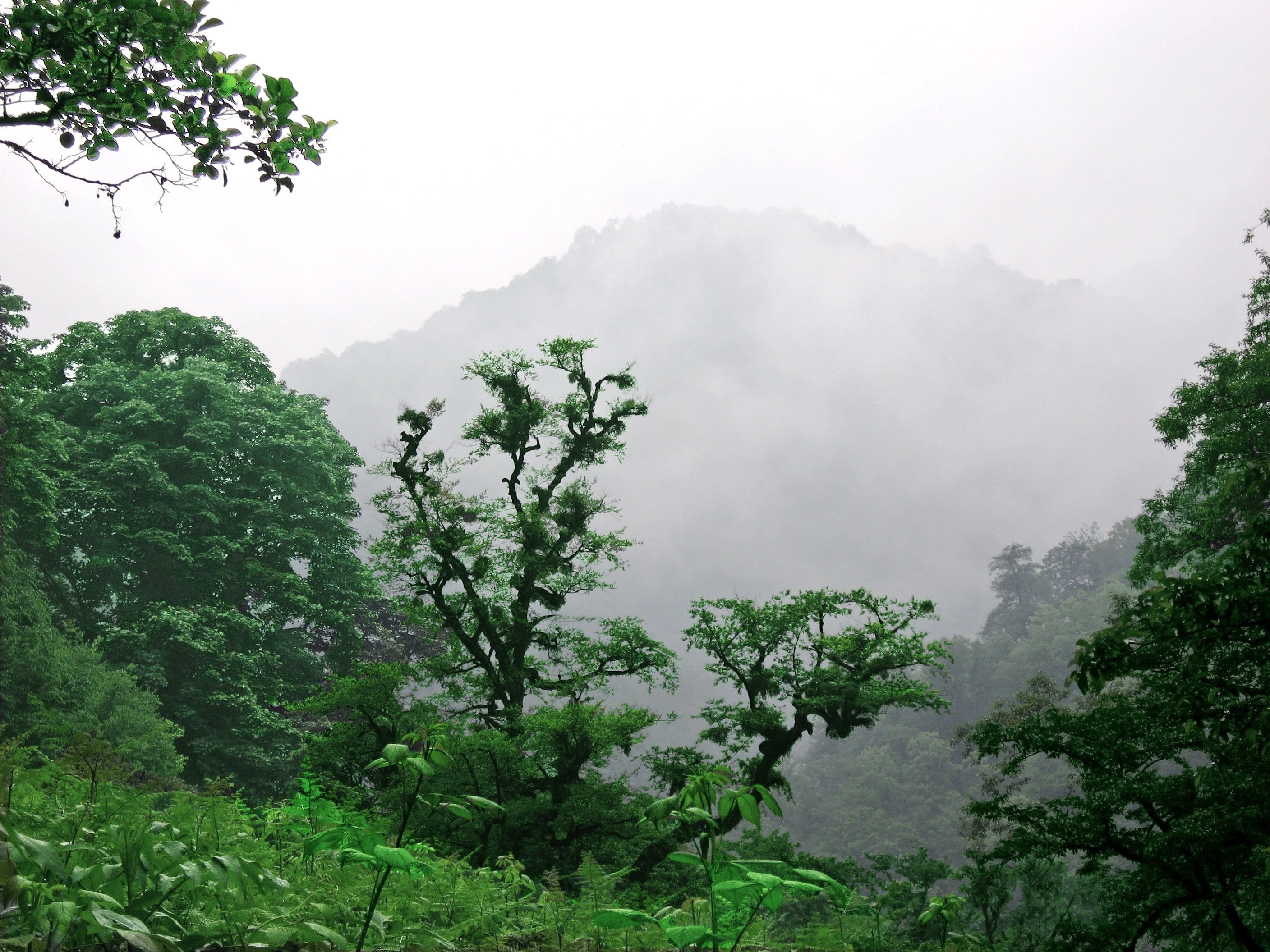
Bosc decidu de fulla ampla a la Província de Gīlān, Iran

La vegetació forestal natural és de bosc temperat caducifoli de fulla ampla. El 32,7% del volum del bosc hircà és de faig (Fagus orientalis). És característica la manca de coníferes només n'hi ha de relictes com el teix (Taxus baccata), ginebres (Juniperus spp.), Xiprer mediterrani (Cupressus sempervirens var. horzontalis) i Arborvitae xinès (Platycladus orientalis).
El litoral caspià estava cobert per Quercus castaneifolia, boix (Buxus sempervirens), vern glutinós (Alnus glutinosa subsp. barbata), vern caucasià (Alnus subcordata), pollancre caspià (Populus caspica) iPterocarya fraxinifolia, però actualment domina la terra agrícola i la urbanitzada. (Mosadegh, 2000; Marvie Mohadjer, 2007)
Els vessants de baixa altitud de les muntanyesTalix, i les Alborz per sota dels 700 m d'altitud, porten boscos de castanyers i de carpinus (Carpinus betulus), Parrotia persica, Zelkova carpinifolia, Albizia julibrissin i Diospyros lotus amb el grèvol (Ilex hyrcana), galzeran Ruscus hyrcanus, Danaë racemosa i les lianes Smilax excelsa i Hedera pastuchowii (Mosadegh, 2000; Marvie Mohadjer, 2007).
A les altituds mitjanes entre 700 i 1500 m, el faig oriental és l'espècie arbòria dominant. També hi ha Quercus macranthera, Carpinus betulus, C. orientalis i castanyer comú (Castanea sativa).
Les zones d'alta muntanya i subalpines es caracteritzen pel roure cuacasià,a les grans altituds hi ha estepes i la tundra alpina.
Altres plantes natives inclouen Gleditsia caspica, els aurons Acer velutinum i Acer cappadocicum), el freixe (Fraxinus excelsior), l'om (Ulmus glabra), el cirerer (Prunus avium), la servera (Sorbus torminalis) i el til·ler (Tilia platyphyllos).

## Fauna
El tigre del Caspi (Panthera tigris virgata) actualment és extint. Altres grans mamífers de la zona són el lleopard (Panthera pardus ciscaucasica), linx (Lynx lynx), os (Ursus arctos), senglar (Sus scrofa), llop (Canis lupus), xacal daurat (Canis aureus), gat de la jungla (Felis chaus), teixó (Meles meles), i la llúdria (Lutra lutra).
Aquesta regió és un lloc de descans pels ocells migradors provinents de les zones compreses entre Rússia i Àfrica. Entre les aus es troben Anser anser, Anser albifrons, Tetrax tetrax, Plegadis falcinellus', Platalea leucorodia, Nycticorax nycticorax, Branta ruficollis, Falco peregrinus.
, Pelecanus crispus, Bubulcus ibis, Ardeola ralloides, Phoenicopterus roseus, Oxyura leucocephalai Tetraogallus caspius.

## Zones protegides
A Azerbaijan són:
- Reserva Estatal Gizil-Agach – 88,4 km²
- Parc Nacional de Hirkan - 427,97 km²
- Parc Nacional de Zuvand - 15 km²

A l'Iran són:
- Parc Nacional del Golestan
- Zona protegida de Jahan Nama
- Zona protegida d'Alborz Central
- Zona protegida de Lisar
- Zona protegida de Siah Keshim
- Refugi de la Vida Silvestre de Dodangeh
- Refugi de la Vida Silvestre de Miankaleh
- Refugi de la Vida Silvestre de Selkeh
- Refugi de la Vida Silvestre de Dashtenaz